# Joseph Hunt
Pour les articles homonymes, voir Joe Hunt (musicien) et Hunt.
Joseph « Joe » Raphael Hunt, né le 17 février 1919 à San Francisco et mort le 2 février 1945 à Daytona Beach dans un accident d'avion militaire, est un joueur de tennis américain.

## Biographie
Joseph Hunt a remporté l'US Open en 1943 et a été demi-finaliste en 1939 et 1940.
Joseph Hunt est membre du International Tennis Hall of Fame depuis 1966.